# Экстрастриарная зрительная кора

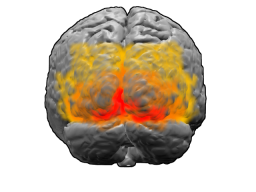
На этом изображении мозга экстрастриарная зрительная кора обозначена жёлтым (поле Бродмана 19) и оранжевым цветом (поле Бродмана 18). Стриарная область коры (поле Бродмана 17) обозначена красным цветом.

Экстрастриарная зрительная кора находится в районе затылочной коры мозга млекопитающих, расположенной недалеко от стриарной области коры (известной также как первичная зрительная кора). На картах цитоархитектонических полей Бродмана экстрастриарная кора включает поле Бродмана 18 и поле Бродмана 19, тогда как стриарная кора включает поле Бродмана 17.

У приматов экстрастриарная кора включает зрительные зоны V2, V3, V4, а также MT (иногда называемую V5) и DP. 

Экстрастриарная область относится к среднему уровню зрительной коры (англ. mid-level vision). Нейроны экстрастриарной коры обычно отвечают на визуальные стимулы, воздействующие на рецептивные поля этих нервных клеток (расположенные в сетчатке). Эти ответы модулируются посредством экстраретинальных эффектов, таких как внимание, кратковременная память, ожидание поощрения.